# Van Gansewinkel
Van Gansewinkel Groep was de naam van een Nederlandse afvaldienstverlener en grondstoffen- en energieleverancier. Na een fusie met het Britse Shanks heet het bedrijf Renewi. Van Gansewinkel Groep was werkzaam in 9 landen (Nederland, België, Luxemburg, Polen, Tsjechië, Hongarije, Frankrijk, Duitsland en Portugal). Met haar dochterbedrijven Van Gansewinkel, Coolrec, Maltha en Van Gansewinkel Minerals was het actief in de gehele afvalketen.
Van Gansewinkel was marktleider in de Benelux en heeft een top 10-positie in Europa. Bij de organisatie werkten ruim 5.000 mensen. Er werd een jaaromzet gerealiseerd van ongeveer € 1 miljard. "Afval bestaat niet" was het credo van Van Gansewinkel Groep. De filosofie van het bedrijf is dat afvalproducten als grondstof voor nieuwe producten kunnen dienen. Jaarlijks verhandelt de Van Gansewinkel Groep zo’n 10 miljoen ton afval. Ruim driekwart hiervan wordt hergebruikt als grondstof of levert bij verbranding energie op.
Kern van de groep vormt het uit Maarheeze afkomstige bedrijf Van Gansewinkel. Dit is ontstaan uit het transportbedrijf van Leo van Gansewinkel, dat aanvankelijk strohulzen vervoerde van Maarheeze naar de Heinekenbrouwerijen te Rotterdam. In 1964 richtte hij een afval transporterend en verwerkend bedrijf op. Dit begon met het inzamelen van afval van de Philipsfabriek te Maarheeze. Spoedig werd ook in België een containerbedrijf geopend.

## Activiteiten
Van Gansewinkel Groep bestaat uit de volgende onderdelen:
- Van Gansewinkel: inzameling en bewerking van afval. Leverancier van materialen, zoals papier, bouw- en sloopmateriaal, metalen, aluminium, koper, hout en kunststoffen.
- Coolrec: recycling van elektr(on)ische apparatuur, leverancier van onder andere herwonnen staal, koper, kunststof en aluminium.
- Maltha: glasrecycling, leverancier van herwonnen glas. Van Gansewinkel heeft een aandelenbelang van 67% in Maltha, de overige aandelen zijn in handen van de Amerikaanse glasproducent Owens-Illinois. Het bedrijf heeft in Europa een top 3-positie met een marktaandeel van 10 à 12% en is marktleider in de Benelux.[2]
- Van Gansewinkel Minerals: grondreiniging, storten verontreinigde minerale reststromen en leverancier van bouwstoffen.

AVR was markleider in Nederland met een verwerkingscapaciteit van 1,8 miljoen ton afval in 2012. Het bedrijf heeft afvalenergiecentrales in  Rozenburg en Duiven die energie, elektriciteit en stoom, winnen uit afval. De centrale in Rozenburg behoort met een capaciteit van 1,3 miljoen ton tot de grootste in de wereld. AVR is met een productie van meer dan 500.000 megawattuur uit afval en andere biomassastromen een van de grootste producenten van duurzame elektriciteit in Nederland met een marktaandeel van 7%. In augustus 2013 werd de verkoop van AVR aan een Chinees consortium afgerond.
In 2011 nam het bedrijf Veolia in België over, een inzamelings- en recyclingbedrijf met een jaaromzet van zo’n € 100 miljoen. Met deze uitbreiding kreeg Van Gansewinkel er 450 medewerkers en 13.000 klanten bij. De overname werd gefinancierd met kapitaal dat door de aandeelhouders werd ingebracht. In totaal telt Van Gansewinkel nu circa 1.700 medewerkers in België.

### Resultaten
In de figuur hieronder een overzicht van de belangrijkste resultaten van de groep. In 2007 werd het eerste jaarverslag gepubliceerd van de combinatie van de twee voormalige bedrijven AVR en Van Gansewinkel. Dit verklaart de sterke stijging van de omzet ten opzichte van 2006. De omzet is sinds 2007 redelijk constant gebleven, maar het nettoresultaat was veelal negatief mede vanwege de hoge rentekosten. Als gevolg van de verliezen vóór belastingen die het bedrijf lijdt, krijgt het winstbelasting terug vandaar een winstteken voor de bedragen in deze kolom. Het grote verlies in 2009 was vooral het gevolg van een eenmalige last van € 170 miljoen in verband met de sluiting van de Rotterdamse afvalenergiecentrale.
| Jaar | Omzet  | Bedrijfs- resultaat | Financierings- lasten | Winst- belasting | Netto- resultaat | Balanstotaal | Eigen vermogen | Rentedragende schulden |
| ---- | ------ | ------------------- | --------------------- | ---------------- | ---------------- | ------------ | -------------- | ---------------------- |
| 2004 | € 507  | € 48                | € 18                  | € 2              | € 32             | € 807        | € 378          | € 281                  |
| 2005 | € 499  | € 71                | € 23                  | € 23             | € 72             | € 788        | € 333          | € 225                  |
| 2006 | € 553  | € 59                | € 92                  | € 46             | € 16             | € 1655       | € 28           | € 1402                 |
| 2007 | € 1172 | € 57                | € 171                 | € 31             | € 76             | € 2633       | - € 39         | € 2277                 |
| 2008 | € 1200 | € 60                | € 214                 | € 34             | € 103            | € 2658       | € 372          | € 1800                 |
| 2009 | € 1137 | € 73                | € 159                 | € 41             | € 188            | € 2236       | € 179          | € 1744                 |
| 2010 | € 1115 | € 50                | € 95                  | € 7              | € 22             | € 2199       | € 154          | € 1689                 |
| 2011 | € 1186 | € 59                | € 112                 | € 18             | € 25             | € 2236       | € 162          | € 1618                 |
| 2012 | € 1245 | € 36                | € 123                 | € 17             | € 65             | € 2335       | € 99           | € 1628                 |
| 2013 | € 1002 | € 1                 | € 86                  | € 15             | € 8              | € 1019       | € 93           | € 880                  |
| 2014 | € 962  | € 516               | € 70                  | € 36             | € 549            | € 821        | - € 458        | € 881                  |
| 2015 | € 945  | € 33                | € 76                  | € 12             | € 308            | € 735        | - € 9          | € 362                  |

Na de overname in 2006 van AVR door private-equity-investeerders is duidelijk de scherpe daling van het eigen vermogen te zien en de explosieve groei van de schulden. Uit de balans van de onderneming blijkt de financiering vooral met rentedragende schulden te zijn gedaan, hetgeen ook al duidelijk bleek uit de hoge financieringskosten in de figuur hierboven. Dit beeld is in de jaren daarna onveranderd gebleven. De forse daling in 2013 hangt samen met de verkoop van AVR, deze opbrengst is gebruikt om leningen af te lossen. In 2014 kampte het bedrijf in een krimpende markt met forse prijsdruk. Ondanks een stabiel marktaandeel leed Van Gansewinkel in dat jaar een verlies van € 549 miljoen mede door een forse bijzondere waardevermindering op vooral goodwill van € 488 miljoen. Het eigen vermogen kwam mede daardoor uit op een negatief bedrag van 0,5 miljard euro. De hoge winst in 2015 werd mede veroorzaakt door een omvangrijke herfinanciering waardoor een grote financiële bate ontstond.

## Geschiedenis
AVR is ontstaan uit de AfvalVerwerking Rijnmond. Dat bedrijf verwerkte afval in een groot deel van de Rijnmond, maar niet in Rotterdam, waar de eigen Roteb actief was. Toen AVR eind jaren zeventig dreigde om te vallen, schoot de gemeente Rotterdam te hulp en verwierf het overgrote deel van de aandelen. In de zomer van 2005 nam het gemeentebestuur een besluit tot verkoop. De interesse was groot en in januari 2006 verkocht de gemeente en een aantal minderheidsaandeelhouders AVR voor ruim € 1,4 miljard aan een groep investeerders. De kopers waren private-equitypartijen: het Britse CVC Capital Partners (CVC), het Amerikaanse KKR en het Nederlandse investeringsfonds Oranje Nassau. De verkoopprijs was ongeveer 15 tot 20 procent hoger dan verwacht. De omzet was destijds ruim een half miljard euro. Er werkten 2.100 mensen in vijftig vestigingen. In Nederland verwerkte AVR toen al een derde van alle afval. De koop werd gesloten op 2 maart 2006. Een van de eerste besluiten op de aandeelhoudersvergadering van die datum was het uitkeren van een interim dividend van € 327 miljoen aan de nieuwe aandeelhouders. Over het jaar 2005 was nog met de gemeente Rotterdam afgesproken dat AVR geen dividend zou uitkéren.
Door overnames en uitbreiding van activiteiten groeide het bedrijf sterk. In 2007 werd ook Van Gansewinkel over genomen. Ze voegden deze bedrijven samen tot de Van Gansewinkel Groep. Van Gansewinkel rapporteerde over 2006, het laatste jaar waarin het bedrijf zelfstandig actief was, een omzet van € 609 miljoen en een nettowinst van € 20 miljoen met 4.000 medewerkers.
Medio april 2012 legde bestuursvoorzitter Ruud Sondag zijn functie neer vanwege een meningsverschil over het beleid dat de onderneming moet voeren. Sondag verklaarde zich solidair aan een medebestuurder die weigerde nieuwe kostenbesparingen door te voeren. Cees van Gent werd later benoemd als nieuwe topman. De twee onafhankelijke commissarissen – Boskalis-topman Berdowski en oud-Vopak-topbestuurder Van den Driest - waren echter tegen zijn benoeming en ook de ondernemingsraad had negatieve signalen afgegeven. Op 27 juni traden beide commissarissen af; ze waren ontevreden over hun beperkte zeggenschap en ze zeiden zich zorgen te maken over een stevige reorganisatie die voorbereid werd, die naar hun idee zou kunnen leiden tot een verlies van enkele honderden banen. Eind september 2012 werd bekendgemaakt dat er 600 banen in de Benelux zouden verdwijnen waarvan de helft in Nederland. Volgens toenmalig topman Cees van Gent was deze maatregel noodzakelijk door de tegenvallende afvalvolumes, prijsdruk en overcapaciteit van de laatste jaren. Per 22 mei 2013 werd Peter Berdowski weer commissaris bij Van Gansewinkel. In juni 2012 vertrok hij samen met Carel van den Driest uit de raad. Berdowski werd door de ondernemingsraad gevraagd opnieuw toe te treden tot de raad.
In februari 2013 hebben eigenaren CVC en KKR van Van Gansewinkel een zakenbank ingehuurd om de strategische opties met betrekking tot Van Gansewinkel te onderzoeken. Een verkoop van het bedrijf wordt niet uitgesloten. Medio juni 2013 werd bekend dat AVR in Chinese handen komt. Een consortium onder leiding van Cheung Kong Infrastructure neemt het bedrijf over voor € 944 miljoen. In 2012 behaalde AVR een jaaromzet van € 256 miljoen en een EBITDAE van € 108 miljoen. AVR heeft op het moment van verkoop 434 medewerkers in dienst. Medio augustus 2013 heeft de Europese Unie gemeld geen bezwaren te hebben tegen de overname en eind augustus is AVR definitief in Chinese handen terechtgekomen.
Na de verkoop van AVR hebben de aandeelhouders besloten ook voor de rest van Van Gansewinkel een koper te vinden. Als alles volgens plan verloopt wordt de transactie nog voor het eind van 2014 aangekondigd. De huidige aandeelhouders CVC en KKR hebben een bankschuld van € 670 miljoen en willen met de verkoopopbrengst deze aflossen. Er is geen koper gevonden, maar er is een overeenkomst met de schuldeiser gesloten. Medio 2015 zullen de aandelen Van Gansewinkel overgaan naar de schuldeisers van het bedrijf, dat zijn zo'n vijftig financiële instellingen Met deze omvangrijke herfinanciering dalen de schulden met 60% van € 809 miljoen naar € 320 miljoen.
In juli 2016 bereikte de Britse afvaldienstverlener Shanks Group een akkoord met de eigenaren van Van Gansewinkel over een overname. Uit de voorwaarden blijkt een waardering van Van Gansewinkel van ongeveer € 440 miljoen. Shanks betaalt een deel in geld en de rest in eigen aandelen waarbij de verkoper een aandeelbelang van 29% in de nieuwe combinatie zal krijgen. Door de overname verdubbelt de omvang van Shanks Group. In februari 2017 keurde de Autoriteit Consument en Markt de overname goed. Volgens de ACM blijft na de fusie voldoende concurrentie over in de afvalbranche. Sinds de fusie gaan de bedrijven voort onder de naam Renewi.